# Gilberto Mendes
Gilberto Ambrósio Garcia Mendes (Santos, 13 de octubre de 1922-Santos, 1 de enero de 2016) fue un compositor, director de orquesta, profesor y periodista brasileño.

## Biografía
Gilberto Mendes inició sus estudios de música a los dieciocho años, en el Conservatorio Musical de Santos, con Savino de Benedictis y Antonieta Rudge. Prácticamente autodidacta en composición, compuso bajo orientación de Cláudio Santoro y Olivier Toni, y frecuentó el Ferienkurse fuer Neue Musik de Darmstadt, Alemania, en 1962 y 1968.
Entre 1945 y 1963, fue miembro del Partido Comunista Brasileño y dejó también su marca en la historia social de la música. En 1997 musicó el poema O anjo esquerdo da Historia, de Haroldo de Campos,  que habla sobre los diecinueve sin tierra asesinados en Eldorado dos Carajás, en el Pará, el 17 de abril de 1996, fecha que, a raíz del suceso, se convirtió en el Dia Mundial da Luta Camponesa e Dia Nacional de Luta pela Reforma Agrária (Día Mundial de la Lucha Campesina y Día Nacional de Lucha por la Reforma Agraria).
Ya en Vila Socó, Meu Amor, Gilberto Mendes homenajea a los 93 fallecidos en el incendio de la favela Vila Socó de Cubatão en 1984. Escribió la música días después de la catástrofe: "No debemos olvidar a nuestros hermanos de Vila Socó, transformados en cenizas, basura en polvo. La tragedia de Vila Socó muestra cómo el trabajador es explotado, aplastado".
Fue uno de los pioneros de la música concreta en Brasil y uno de los signatarios del Manifiesto Música Nueva, publicado por la revista de arte de vanguardia Invenção en 1963. Fue portavoz de la poesía concreta paulista, del grupo Noigandres. Como consecuencia de esa toma de posición, se convirtió en uno de los pioneros en Brasil en el campo de la música concreta, de la música aleatoria, de la música serial integral, experimentando nuevos grafismos, nuevos materiales sonoros y la incorporación de la acción musical a la composición, con la creación del teatro musical, del happening.
Profesor universitario, conferenciante, colaborador de las principales revistas y periódicos brasileños, Gilberto Mendes fue fundador (1962),   director artístico y programador del Festival Música Nueva de Santos, el más antiguo en su género en toda América. Como profesor invitado y compositor residente, dio clases en la Universidad de Wisconsin-Milwauke (Estados Unidos). Doctor por la Universidad de São Paulo, en la misma dio clases en el Departamento de Música de la Escuela de Comunicaciones y Artes hasta su jubilación.

## Obra
Su obra ha sido interpretada en los cinco continentes, principalmente en Europa y Estados Unidos. Se destacan, de entre piezas para orquesta: 
- Santos Football Music
- Concierto para Piano y Orquesta

Para grupos instrumentales:
- Saudades do Parque Balneário Hotel
- Ulysses em Copacabana Surfando com James Joyce e Dorothy Lamoura
- Longhorn Trio
- Rimsky

Para coro:
- Beba Coca-Pega
- Ashmatour
- O Anjo Esquerdo da História,
- Vila Socó Meu Amor

Para soprano solista:
- "Ópera abierta: la soprano y el halterofilista" para soprano solo "a capela" y halterofilista (actor)

Escribió también incontables piezas para piano y canciones.

## Premios y reconocimientos
En Brasil recibió, entre otros, el Premio Carlos Gomes, del Gobierno del Estado de São Paulo, así como diversos premios de la Associação Paulista de Críticos de Arte, el I Premio Santos Vivo, otorgado por la ONG del mismo nombre, por su obra "Santos Football Music", además de haber sido nominado para el primer Premio Multicultural del periódico O Estado de S. Paulo. También recibió la Bolsa Vitae y el título de Ciudadano Emérito de la ciudad de Santos, otorgado por la Cámara Municipal de Concejales. En 2004 recibió la insignia y diploma de su admisión como comendador en la Orden del Mérito Cultural del Ministerio de Cultura, de las manos del presidente de la República, Luiz Inácio Lula da Silva, y del ministro de Cultura, Gilberto Gil. Fue miembro honorario de la Academia Brasileña de Música y del Colegio de Compositores Latinoamericanos de Música de Arte, con sede en México.

## Muerte
Gilberto Mendes falleció en 1 de enero de 2016, a los 93 años, por un fallo multiorgánico. El compositor estuvo casado casado con Eliane Ghigonetto.